# Škoda 742
Škoda 742 è la denominazione di fabbrica di una serie di autovetture prodotte negli stabilimenti AZNP di Mladá Boleslav, tra il 1976 e il 1990. Le denominazioni commerciali dei vari modelli sono Škoda 105,  Škoda 120, Škoda 125, Škoda 130, Škoda 135, Škoda 136 che differiscono nella motorizzazione, negli allestimenti interni e nella dotazione di accessori.

## Storia
Negli anni settanta Škoda si pose il problema di rinnovare la ormai datata gamma di vetture della serie 100/110; il risultato fu la presentazione nel 1976 di una autovettura che, pur senza essere innovativa rispetto alle vecchie Serie 100/110, proponeva una carrozzeria completamente ridisegnata, con ampie vetrature, un capiente bagagliaio anteriore integrato da uno interno più piccolo e il radiatore posto avanti nonostante il motore rimanesse posteriore.

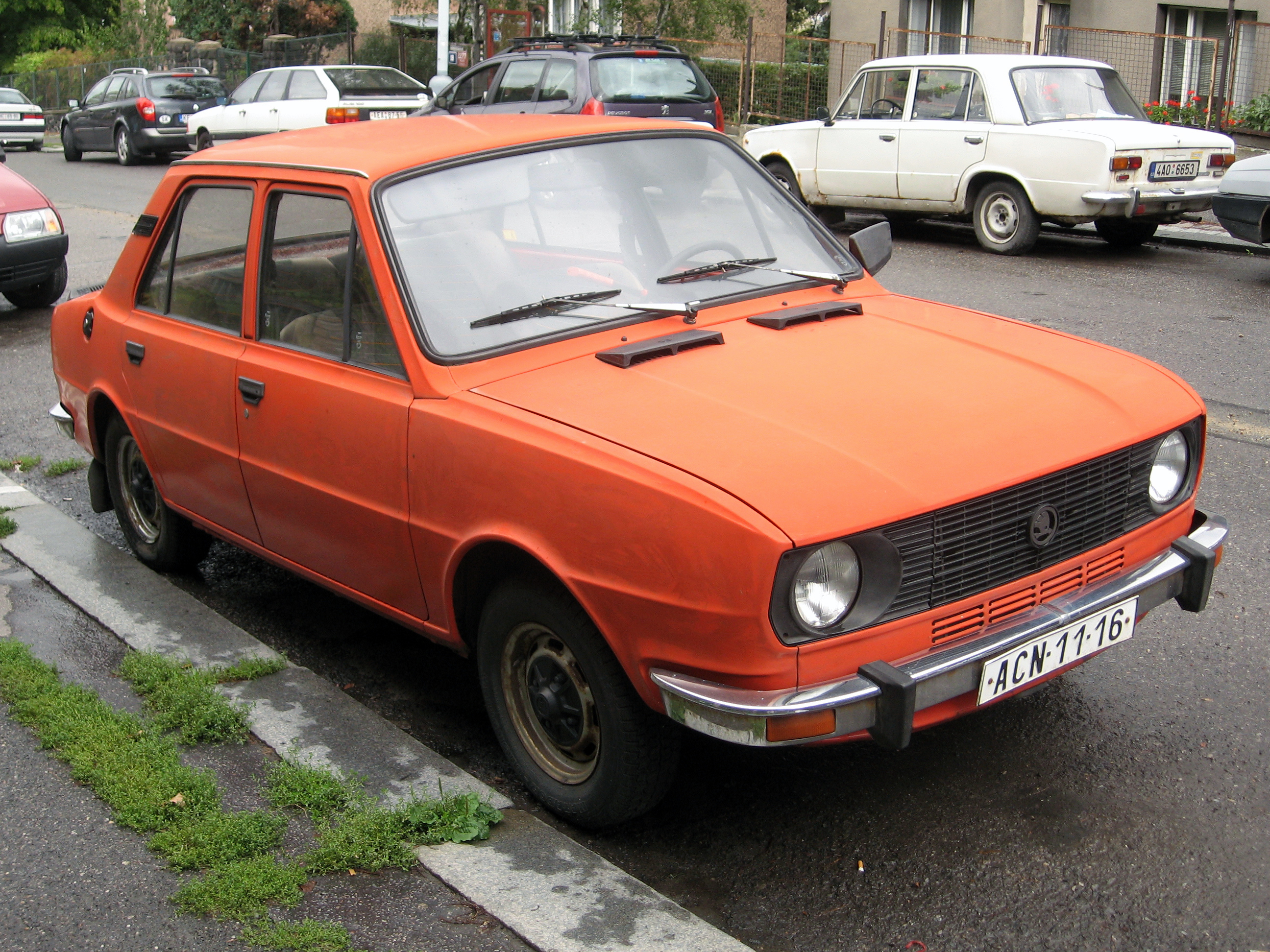
Škoda 105 S con fari circolari

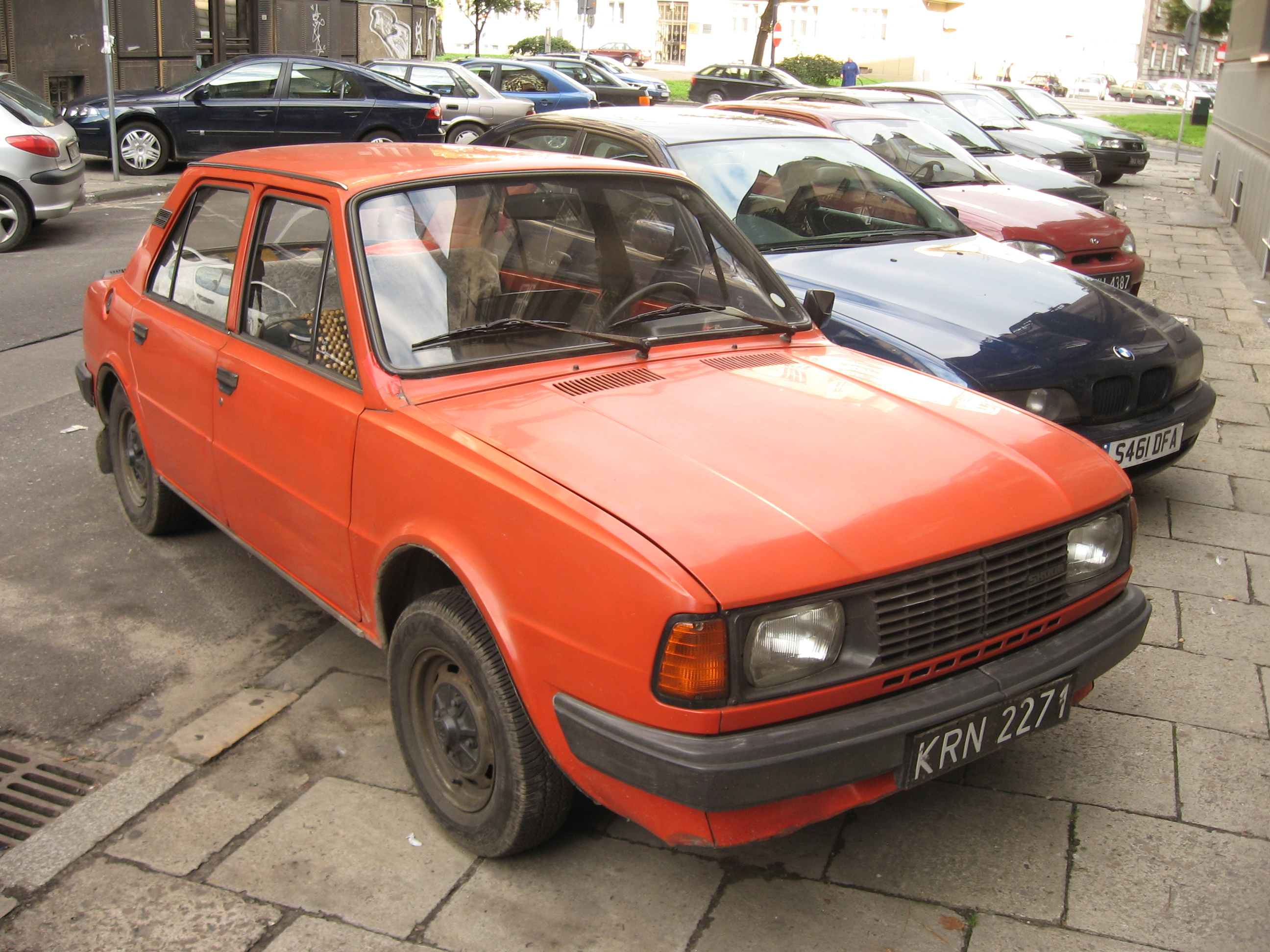
Škoda 105 L con fari rettangolari

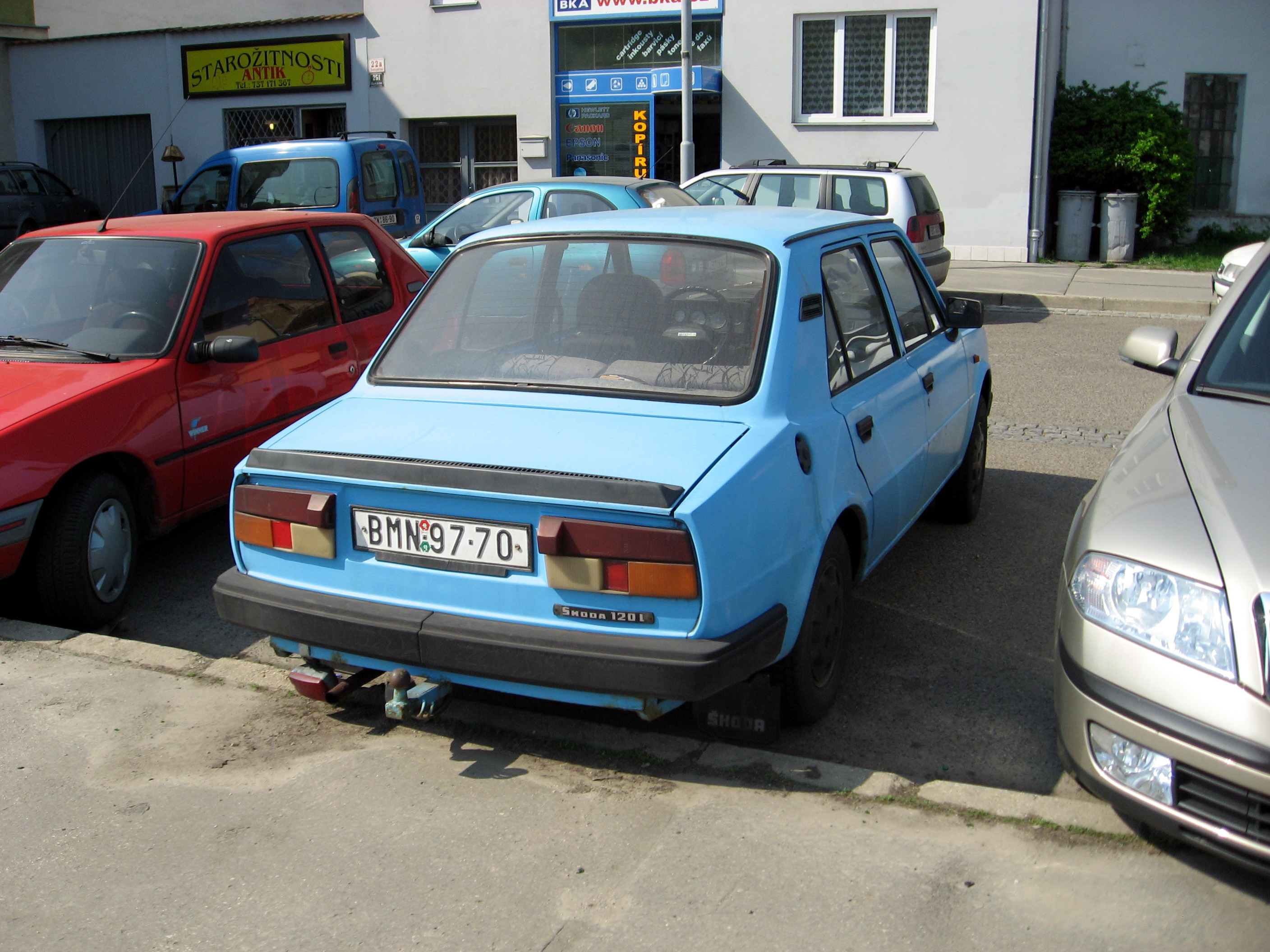
Škoda 120 L con nuovi gruppi ottici, spoiler posteriore

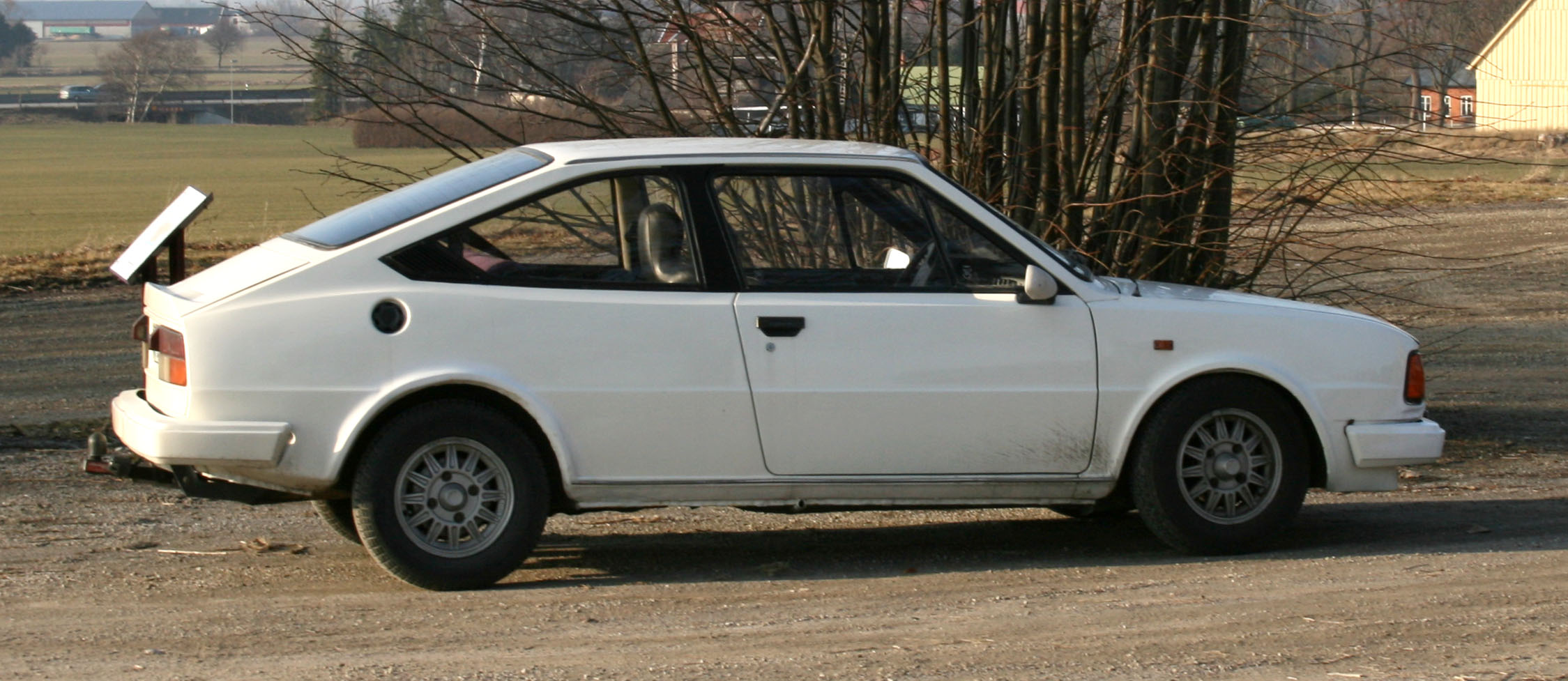
Il coupé Rapid

Esteticamente la vettura era più in linea con i gusti degli anni settanta, i sedili erano confortevoli ed ampi ma dal punto di vista tecnico rimaneva la trazione posteriore a semiassi rigidi; altra novità era l'adozione del servofreno. 
Il frontale anteriore era esteticamente alleggerito dalla mascherina anteriore, con il radiatore montato dietro, che incorporava i fari (2 grandi o 4 più piccoli di forma circolare, a seconda degli allestimenti).
Gli interni erano completamente nuovi, con pannelli rivestiti in similpelle alle portiere e sedili dall'ampia imbottitura con poggiatesta asportabili.
Al debutto, nel 1976, erano disponibili 3 versioni: Škoda 105 S, Škoda 105 L e Škoda 120 L; i primi due con motore da 1046 cm³ da 44CV e la seconda con uno da 1174 cm³ da 49CV.
L'anno dopo veniva presentata la 120 LS con il 1174 cm³ aumentato a 54CV e, nel 1978 la 120 GLS. Nel corso del 1979 vennero operate alcune ristilizzazioni e il cofano motore posteriore fu dotato di spoiler munito di prese d'aria in plastica nera. La gamma comprendeva, 105 S e 105 L con motore di 1046 cm³ e 120 L e 120 GL con motore di 1174 cm³. 
Nonostante il modesto livello di allestimento degli interni tutti i modelli eccetto quello base, S, vantavano una innovazione quasi sconosciuta allora in occidente, lo schienale posteriore sdoppiato che permetteva l'utilizzo del posto posteriore unitamente al piano di carico interno.
Nel 1981 entravano in produzione Škoda 105 SP, Škoda 120 LE e Škoda Garde. Škoda 105 L e 120 L avevano ora un nuovo frontale proposto con fari rettangolari (anziché circolari) e con indicatori di direzioni a lato, i paraurti integrali in plastica, anziché a lama d'acciaio con rostri. Anche gli specchi retrovisori, su tutti i modelli Škoda 742, vennero costruiti in plastica.
Nel 1983 la gamma Škoda 742 subì un ulteriore ammodernamento, con molti cambiamenti esterni tra cui un nuovo frontale con fari ovali e luci posteriori, più grandi. Nello stesso anno cessava la produzione della 105 GL, della 120 S e 120 LE. Nel 1984 la gamma veniva dotata, tra l'altro, di luci retronebbia e cessava la produzione della Škoda Garde e della Škoda Rapid sostituite da Škoda 130 L e Škoda 136 G Rapid, la versione coupé fastback equipaggiata con un propulsore di cilindrata maggiorata a 1289 cm³ da 62 CV.
Nel 1987 cessava la produzione delle Škoda 120 LS, 120 GLS e 120 LX ed entravano in produzione i modelli Škoda 135 e Škoda 136
Nel 1988 la produzione prevedeva solo i modelli Škoda 120 L e GL e 125 L con una nuova griglia frontale. Nel 1990 la produzione del modello 742 in tutte le sue varianti cessava definitivamente sostituito dalla nuova gamma Favorit.

## Modelli della serie
| Caratteristiche generali in base al modello |                       |                |                              |                    |                          |              |                                   |
| Modello                                     | allestimenti proposti | tipo di motore | cilindrata alesaggio x corsa | potenza giri       | regime di coppia massima | Velocità Max | Carburante:benzina, numero ottani |
| Škoda 105                                   | S, SP, L, GL          | 742.10         | 1046 cm³, 68/72 mm           | 33,1 kW / 4800 g/m | 72,8 N.m / 3000 g/m      | 130 km/h     | B.90                              |
| Škoda 120                                   | L, GL, LE             | 742.12         | 1174 cm³, 72/72 mm           | 36,7 kW / 5000 g/m | 82,0 N.m / 3000 g/m      | 140 km/h     | B.90                              |
| Škoda 120                                   | LS, GLS, LX           | 742.12X        | 1174 cm³, 72/72 mm           | 40,5 kW / 5200 g/m | 85,5 N.m / 3250 g/m      | 150 km/h     | B.95                              |
| Škoda 125                                   | L                     | 742.12         | 1174 cm³, 72/72 mm           | 36,7 kW / 5000 g/m | 82,0 N.m / 3000 g/m      | 140 km/h     | B.91                              |
| Škoda 130                                   | L, GL                 | 742.13         | 1289 cm³, 75,5/72 mm         | 43,0 kW / 5000 g/m | 97,0 N.m / 2850 g/m      | 150 km/h     | B.95                              |
| Škoda 135                                   | Si, L, Li, GL, GLi    | 742.135        | 1289 cm³, 75,5/72 mm         | 43,0 kW / 5000 g/m | 94,0 N.m / 3000 g/m      | 145 km/h     | B.91 (b.verde)                    |
| Škoda 136                                   | Si, L, Li, GL, GLi    | 742.136        | 1289 cm³, 75,5/72 mm         | 46,0 kW / 5000 g/m | 100,0 N.m / 3000 g/m     | 150 km/h     | B.96 (b.verde)                    |

## Successi nei Rally
La versione 1.3 Estelle fu protagonista (in Gran Bretagna) di un buon numero di successi nella sua categoria. Il team Škoda Motorsport era capitanato da John Haughland.